# Into the West (Lied)
Into the West ist ein Lied aus dem Jahre 2003, das für den Film Der Herr der Ringe: Die Rückkehr des Königs von Howard Shore (Musik), Fran Walsh und Annie Lennox (beide Text) geschrieben wurde. Es wird von Annie Lennox gesungen.

## Das Lied im Film
Im Film wird Into the West als Abspann gespielt. Es stellt eine Wehklage über die Mittelerde verlassenden Elben dar, die in den Westen davonsegeln. Der Text orientiert sich dabei am Ende der Romanvorlage des Films (Der Herr der Ringe) und verwendet Textpassagen daraus.

## Widmung
Peter Jackson, der Regisseur des Films, widmete das Lied Cameron Duncan, einem neuseeländischen Regisseur, der ihm während der Dreharbeiten aufgefallen war, zum Dreh eingeladen wurde und ihn dort sehr beeindruckte. Duncan verstarb 17-jährig knapp zwei Wochen vor Veröffentlichung des Liedes an Knochenkrebs. Die erste öffentliche Aufführung von Into the West war bei Duncans Beerdigung.

## Auszeichnungen
Into the West gewann 2004 den Oscar und den Golden Globe, jeweils in der Kategorie Bester Filmsong. Das Lied gewann 2005 auch den Grammy in der Kategorie Bester Song geschrieben für Film, Fernsehen oder visuelle Medien. 2003 gewann es auch den OFTA Award in der Kategorie Bester Originalsong. Into the West war 2004 auch für den World Soundtrack Award in der Kategorie Bester Song geschrieben für einen Film nominiert, verlor aber gegen You Will Be My Ain True Love aus dem Film Unterwegs nach Cold Mountain.

## Coverversionen
Van Canto veröffentlichten 2014 eine gecoverte Version von Into the West auf ihrem Album Dawn of the Brave, Gregorian 2012 auf ihrem Album Epic Chants und Will Martin 2008 auf seinem Album A New World. Die neuseeländische Sängerin Yulia machte eine Coverversion 2004 zum Titelsong ihres Albums. Peter Hollens veröffentlichte 2014 Into the West als Single.